# Hoa hậu Ai Cập

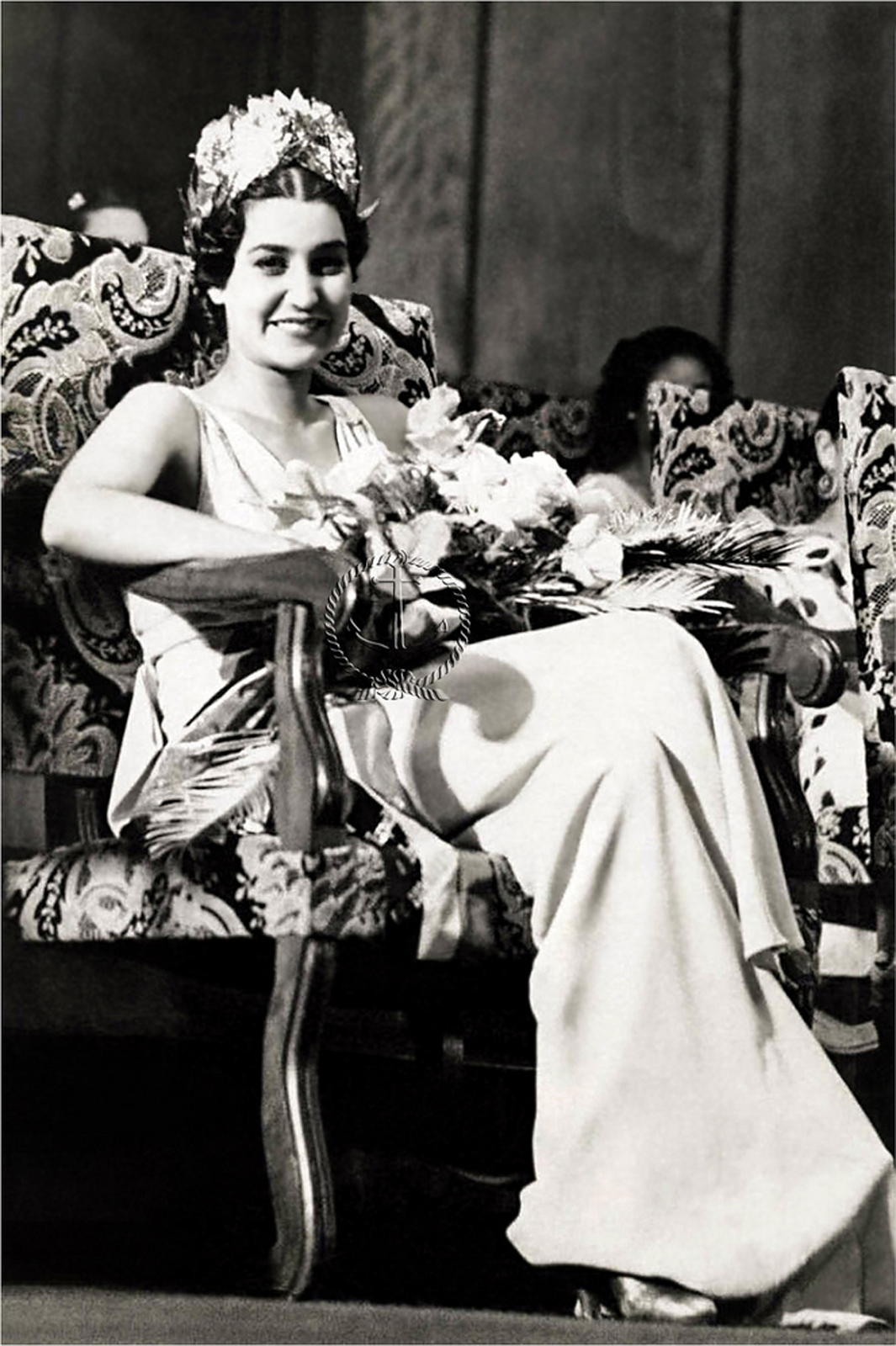
Hoa hậu Ai Cập 1935

Hoa hậu Ai Cập, tên chính thức là Hoa hậu Ai Cập Pantene là một cuộc thi sắc đẹp tại Ai Cập với nhà tài trợ là hãng Pantene. Thí sinh đăng quang danh hiệu Hoa hậu Ai Cập sẽ đại diện cho quốc gia này tham dự cuộc thi Hoa hậu Hoàn vũ. Cuộc thi Hoa hậu Ai Cập đầu tiên được tổ chức vào năm 1951 và từng bị gián đoạn trong một số năm. Antigone Costanda là hoa hậu duy nhất của Ai Cập từng đăng quang Hoa hậu Thế giới vào năm 1954.
Vào năm 1957, Ai Cập quyết định không gửi thí sinh tham dự cuộc thi Hoa hậu Thế giới nữa mãi cho đến tận năm 1988 vì lý do quân đội Anh chiếm đóng kênh đào Suez của Ai Cập mà Hoa hậu Thế giới lại là một cuộc thi được tổ chức bởi người Anh.